# Ceratium pacificum
Ceratium pacificum is een soort in de taxonomische indeling van de Myzozoa, een stam van microscopische parasitaire dieren. Het organisme komt uit het geslacht Ceratium en behoort tot de familie Ceratiaceae. Ceratium pacificum werd in 1900 ontdekt door Cleve.